# Psyttalia concolor
Psyttalia concolor är en stekelart som först beskrevs av Szepligeti 1910.  Psyttalia concolor ingår i släktet Psyttalia och familjen bracksteklar. Inga underarter finns listade i Catalogue of Life.

## Bildgalleri

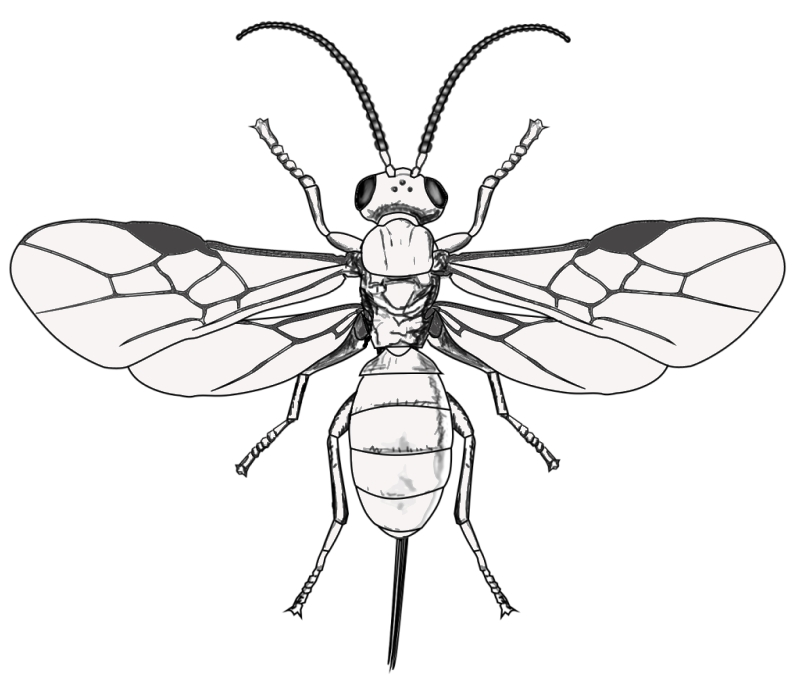